# Isla de Tierra Bomba
Die Isla de Tierra Bomba ist eine Insel an Kolumbiens Karibikküste. Sie schließt die Bahía de Cartagena de Indias zum offenen Meer ab. An der Bucht liegt die kolumbianische Stadt Cartagena. Die Insel gehört zum Stadtgebiet. Sie weist eine Fläche von 19,84 km² auf und hat etwa 9000 Einwohner.
Auf der Insel liegen die Orte Tierra Bomba (Nordspitze), Punta Arenas (Nordostküste), Caño del Loro (Ostküste) und Bocachica (Süden).